# Cladiella digitulatum
Cladiella digitulatum is een zachte koraalsoort uit de familie Alcyoniidae. De koraalsoort komt uit het geslacht Cladiella. Cladiella digitulatum werd in 1877 voor het eerst wetenschappelijk beschreven door Klunzinger. 